# Malaspinahalvön
Malaspinahalvön (engelska: Malaspina Peninsula) är en halvö i norra Georgiasundet-Sunshine Coast-regionen i British Columbia, Kanada. Halvön sträcker sig nordväst från staden Powell River, som ligger nära dess näs, förbi samhället Lund till Desolation Sound. Detta sund spänner över mynningen till Toba Inlet, en fjord som ligger mellan Lund och Discoveryöarna i väster och nordväst.